# Le Bon Soldat (film)
Pour plus de détails, voir Fiche technique et Distribution.
Le Bon Soldat (Il buon soldato) est un film dramatique franco-italien de Franco Brusati sorti en 1982.

## Synopsis
Un jour, Marta croise Tommaso à la gare, qui se rend à la caserne où il fera son service militaire. La rencontre entre Marta et Tommaso est brève mais décisive pour la jeune femme, ce qui lui redonne envie de recommencer sa vie à zéro. Marta décide de quitter son mari et de se consacrer davantage à sa fille. Tommaso, quant à lui, a commencé son service militaire. Dans la caserne, cependant, la vie est encore plus brutale qu'à l'extérieur et lorsque l'un de ses amis est violé par des camarades soldats, Tommaso se suicide. La nouvelle de sa mort bouleverse Marta et la convainc de l'inutilité de tout combat. 

## Fiche technique
- Titre français : Le Bon Soldat[1]
- Titre original italien : Il buon soldato[2]
- Réalisateur : Franco Brusati
- Scénario : Franco Brusati, Ennio De Concini
- Photographie : Romano Albani (it)
- Montage : Roberto Perpignani (it)
- Musique : Maurizio Fabrizio
- Décors : Paolo Biagetti (it)
- Costumes : Luca Sabatelli (it)
- Production : Mario Gallo (it)
- Sociétés de production : Filmalpha (Rome), Gaumont (Paris) avec la contribution de la Rai
- Pays de production :  Italie -  France
- Langue originale : italien
- Format : Couleur par Technicolor - Son mono - 35 mm
- Durée : 108 minutes
- Genre : Drame sentimental
- Dates de sortie :
  - Italie : 6 septembre 1982 (Mostra de Venise 1982) ; 4 février 1983 (Milan)
  - France : 1984[1]

## Distribution
- Mariangela Melato : Marta
- Gérard Darier : Tommaso
- Giampaolo De Angelis : Tommasino
- Bruno Zanin : Marco
- Carla Bizzarri : Adele
- Carlo Monni
- Gérard Lartigau : Luca
- Jean-François Balmer : avocat
- Clara Colosimo : joueuse
- Diana Dei : joueur
- Peter Boom